# ده محمد
ده محمد، روستایی در دهستان ده محمد بخش مرکزی شهرستان عشق‌آباد در استان خراسان جنوبی ایران است. این روستا، مرکز دهستان ده محمد است.

## پیشینه نام
بر اساس گفته‌های بزرگان محلی شخصی به نام محمد در این محل قناتی را حفر می‌کند و با استخراج آب از دل زمین به کشاورزی مشغول می‌شود و این زمین را آباد می‌کند و نام این محل به نام خود او شناخته می‌شود.
شخصی به نام طاهر که تجربه زیادی در تشخیص آبهای موجود در دل کوه داشت، به طاهر آبشناس معروف بود. وی در شهرهای یزد واصفهان، شیراز و اکثر شهرهای ایران، معروف بود. با عده ای از همراهیانش با اسب درحال گذر از کوه‌های اطراف روستای ده محمد بود که به همراهانش دستور داد تا سم اسبان خویش را با نمد ببندند. همراهان علت را خواستار شدند که وی در جواب گفت این کوه‌ها آنقدر آب دارند که می‌ترسم تیزی سم اسبان شکافی در زمین ایجاد کند وآب فوران کند و همه ما غرق شویم. شخصی بنام محمد که همراه ایشان بود بر آن شد که قناتی حفر کند و اینگونه کرد و بعد از اتمام حفر قنات، به کار کشاورزی مشغول گشت واسم آن محل را بنام خودش (روستای ده محمد) نام گذاری کرد. بعدها آب و ملک این روستا وقف مسجد امیر چخماق یزد گردید که مناره‌های آن مسجد را خود او ساخت.

## وقف
احیای قنات و آبادی روستا احیاناً توسط شخصی به نام محمد بوده است. اما آنچه از زبان متولی وقف شنیده شد و در وقفنامه رؤیت گردید وقف این روستا به حدود ۶۰۰ سال پیش بر می‌گردد که زمانی که بی بی ستی خانم خواهر خانم گوهرشاد که فرزند میر چخماق است - فرماندهی دارای قشون نظامی زیادی بوده و تا ماوراء النهر هم لشکر کشی می‌کرده است- با یال و کوپال نظامی عظیم به سمت مشهد می‌رفته که در مسیر به این آبادی می‌رسد و خوشش می‌آید. اینجا را می‌خرد و وقف مسجد میرچخماق یزد می‌کند.

## جمعیت
بر پایه سرشماری عمومی نفوس و مسکن در سال ۱۳۹۵، جمعیت این روستا برابر با ۳۶۸ نفر (۱۲۶ خانوار) بوده است.